# Vùng khơi đại dương
Vùng khơi đại dương hay vùng khơi thường được định nghĩa là khu vực của đại dương nằm ngoài thềm lục địa, nhưng trong hoạt động thường được gọi là nơi độ sâu của nước bắt đầu giảm xuống dưới 200 m (656 feet), từ bờ biển ra biển.
Đây là vùng biển rộng mở ra ngoài rìa thềm lục địa và bao gồm 65% lượng nước ngoài khơi của đại dương. Vùng khơi có một dải địa hình dưới biển rộng lớn, bao gồm các khe nứt thường độ sâu hơn độ cao đỉnh Everest, cũng như các núi lửa sâu và các lưu vực đại dương. Mặc dù thường khó khăn cho sự sống để duy trì nó trong loại môi trường này, một số loài phát triển mạnh trong vùng khơi.

## Khu vực phụ
Vùng khơi được chia thành các khu vực epipelagic, mesopelagic và bathypelagic.
Khu vực epipelagic (euphotic), còn được gọi là khu vực ánh sáng mặt trời, nhận đủ ánh sáng mặt trời để hỗ trợ quang hợp. Nhiệt độ trong khu vực này dao động từ 40 đến −3 °C (104 đến 27 °F).
Khu vực mesopelagic (disphotic), nơi chỉ có một lượng nhỏ ánh sáng xuyên qua, nằm dưới khu vực epipelagic. Khu vực này thường được gọi là vùng chạng vạng do lượng ánh sáng khan hiếm của nó. Nhiệt độ trong khu vực mesopelagic từ 5 đến 4 °C (41 đến 39 °F). Áp suất cao hơn ở đây, có thể lên đến 1.470 pound trên inch vuông (10.100.000 Pa) và tăng theo chiều sâu.
90% không gian của đại dương nằm trong khu vực bathypelagic (aphotic), nơi mà không có ánh sáng xuyên qua. Đây cũng được gọi là vùng nửa đêm và đại dương sâu. Do thiếu ánh sáng mặt trời, quá trình quang hợp không thể xảy ra và nguồn ánh sáng duy nhất là phát quang sinh học. Áp lực nước rất mạnh và nhiệt độ gần như đóng băng (phạm vi 0 đến 6 °C (32 đến 43 °F)).

## Sự sống dưới biển
Các nhà hải dương học đã phân chia đại dương thành các khu vực dựa trên độ xa ánh sáng chiếu đến. Tất cả các khu vực ánh sáng có thể được tìm thấy trong vùng khơi. Khu vực epipelagic là khu vực gần nhất với bề mặt và có ánh sáng tốt nhất. Nó kéo sâu đến 200 m và chứa cả thực vật phù du và động vật phù du có thể hỗ trợ các sinh vật lớn hơn như động vật có vú biển và một số loại cá. Sâu hơn 200 m là không có đủ ánh sáng xuyên qua nước để hỗ trợ sự sống và không có sự tồn tại của thực vật.
Có những sinh vật, tuy nhiên phát triển mạnh xung quanh các miệng phun thủy nhiệt, hoặc mạch nước phun nằm trên đáy đại dương mà phun siêu nước nóng có nhiều khoáng chất. Những sinh vật này dùng vi khuẩn tổng hợp hóa học, sử dụng nước siêu nóng và hóa chất từ miệng phun thủy nhiệt để tạo ra năng lượng thay cho quang hợp. Sự tồn tại của các vi khuẩn này cho phép các sinh vật như mực, cá rìu vạch, bạch tuộc, giun ống, trai khổng lồ, cua nhện và các sinh vật khác sống sót.
Do bóng tối bao trùm trong các khu vực dưới khu vực epipelagic, nhiều sinh vật sống sót trong các đại dương sâu không có mắt, và các sinh vật khác tạo ra ánh sáng của riêng chúng với phát quang sinh học. Thường thì ánh sáng có màu xanh lục-lam, vì nhiều sinh vật biển nhạy cảm với ánh sáng xanh lam. Hai hóa chất, luciferin và luciferase phản ứng với nhau để tạo ra ánh sáng dịu. Quá trình tạo ra phát quang sinh học rất giống với những gì xảy ra khi một que phát sáng (glow stick) bị vỡ. Sinh vật biển sâu sử dụng phát quang sinh học cho tất cả mọi việc từ việc thu hút con mồi đến điều hướng.
Các loài động vật như cá, cá voi và cá mập được tìm thấy trong vùng khơi.